# Glyn Moody
Pour les articles homonymes, voir Moody.
Glyn Moody est un écrivain scientifique britannique, journaliste et blogueur, dont les écrits se penchent sur l'internet, les logiciels libres, les communs, le copyright, les brevets logiciels et les droits d'auteurs. Il est principalement connu pour son livre Rebel Code : Linux and the Open Source Revolution (2001, non traduit en français), dans lequel il  décrit l'évolution et l'importance des mouvements du logiciel libre et de l'open source avec des interviews de hackers, notamment Linus Torvalds, créateur du noyau Linux.
Ses écrits sont parus dans de nombreux journaux comme Wired, Linux Journal, Ars Technica , The Guardian...